# Masaki Fukai
Masaki Fukai (japanisch 深井 正樹 Fukai Masaki; * 13. September 1980 in der Präfektur Yamanashi) ist ein ehemaliger japanischer Fußballspieler.

## Karriere
Fukai erlernte das Fußballspielen in der Schulmannschaft der Nirasaki High School und der Universitätsmannschaft der Komazawa-Universität. Seinen ersten Vertrag unterschrieb er 2003 bei den Kashima Antlers. Der Verein spielte in der höchsten Liga des Landes, der J1 League. 2003 und 2006 erreichte er das Finale des J.League Cup. Für den Verein absolvierte er 92 Erstligaspiele. 2007 wechselte er zum Ligakonkurrenten Albirex Niigata. Für den Verein absolvierte er 18 Erstligaspiele. 2008 wechselte er zum Ligakonkurrenten Nagoya Grampus. Für den Verein absolvierte er fünf Erstligaspiele. Im August 2008 wechselte er zum Ligakonkurrenten JEF United Chiba. Am Ende der Saison 2009 stieg der Verein in die J2 League ab. Für den Verein absolvierte er 148 Ligaspiele. 2014 wechselte er zum Ligakonkurrenten V-Varen Nagasaki. Für den Verein absolvierte er 27 Ligaspiele. 2016 wechselte er zum Drittligisten SC Sagamihara. Für den Verein absolvierte er 28 Ligaspiele. Ende 2016 beendete er seine Karriere als Fußballspieler.

## Erfolge
Kashima Antlers
- J.League Cup

Finalist: 2003, 2006